# 臼井儀兵衛
臼井 儀兵衛（うすい ぎへえ、1848年1月25日（弘化4年12月20日）- 1904年（明治37年）11月9日）は明治時代の政治家、実業家、銀行家。貴族院多額納税者議員。幼名・嘉吉。

## 経歴
相模国三浦郡西浦賀村（浦賀村、浦賀町を経て現横須賀市）で生まれ、同村の米穀商先代臼井儀兵衛の養子となる。養父の死後、17歳で家督を相続した。22歳の時、同村紺屋町に大黒屋を開業し食塩を商い、巨万の富を得た。1879年（明治12年）浦賀町会議員に当選。ほか、浦賀船渠監査役、浦賀銀行頭取、神奈川県農工銀行設立委員などを歴任した。
1899年（明治32年）神奈川県多額納税者として貴族院議員に互選され、同年5月8日から翌年の9月5日まで在任した。